# Leucania decolor
Leucania decolor là một loài bướm đêm trong họ Noctuidae.